# Geophis laticollaris
Geophis laticollaris este o specie de șerpi din genul Geophis, familia Colubridae, descrisă de Smith, Lynch și Altig 1965. Conform Catalogue of Life specia Geophis laticollaris nu are subspecii cunoscute.